# 塔巴波朗
塔巴波朗是巴西马托格罗索州的一个市镇。总面积8225.389平方公里，总人口10471人，人口密度1.3人/平方公里。